# 高松平十郎
高松 平十郎（たかまつ へいじゅうろう、天保7年5月3日（1836年6月16日） - 文久3年2月27日（1863年4月14日））は幕末の志士。諱は信幸。

## 人物
信濃国更級郡若宮村生まれ。武家奉公を志して撃剣の修行を重ね、20歳の時に、同郷の力石村出身の塚田孔平が主宰する江戸の北辰一刀流虎韜館に入門し、また幕臣高松郡太夫の養子となる。のちに師範代となって門人を指導し、松代藩主からも江戸詰め藩士の指導を依頼されたが、諸国を遍歴し、文久元年（1861年）に京都で尊王攘夷の志士たちと交わる。　同3年（1863年）2月10日に平田派国学に入門、2月22日に同志15人と謀って足利三代木像梟首事件を決行したが、幕吏に追跡され、28歳で死去した。郷里の若宮山麓に平田鐵胤の撰による碑文、佐良志奈神社に三輪田元綱の撰による碑文がある。
1907年（明治40年）に従五位を遺贈された。